# Niedrigtemperaturgaren

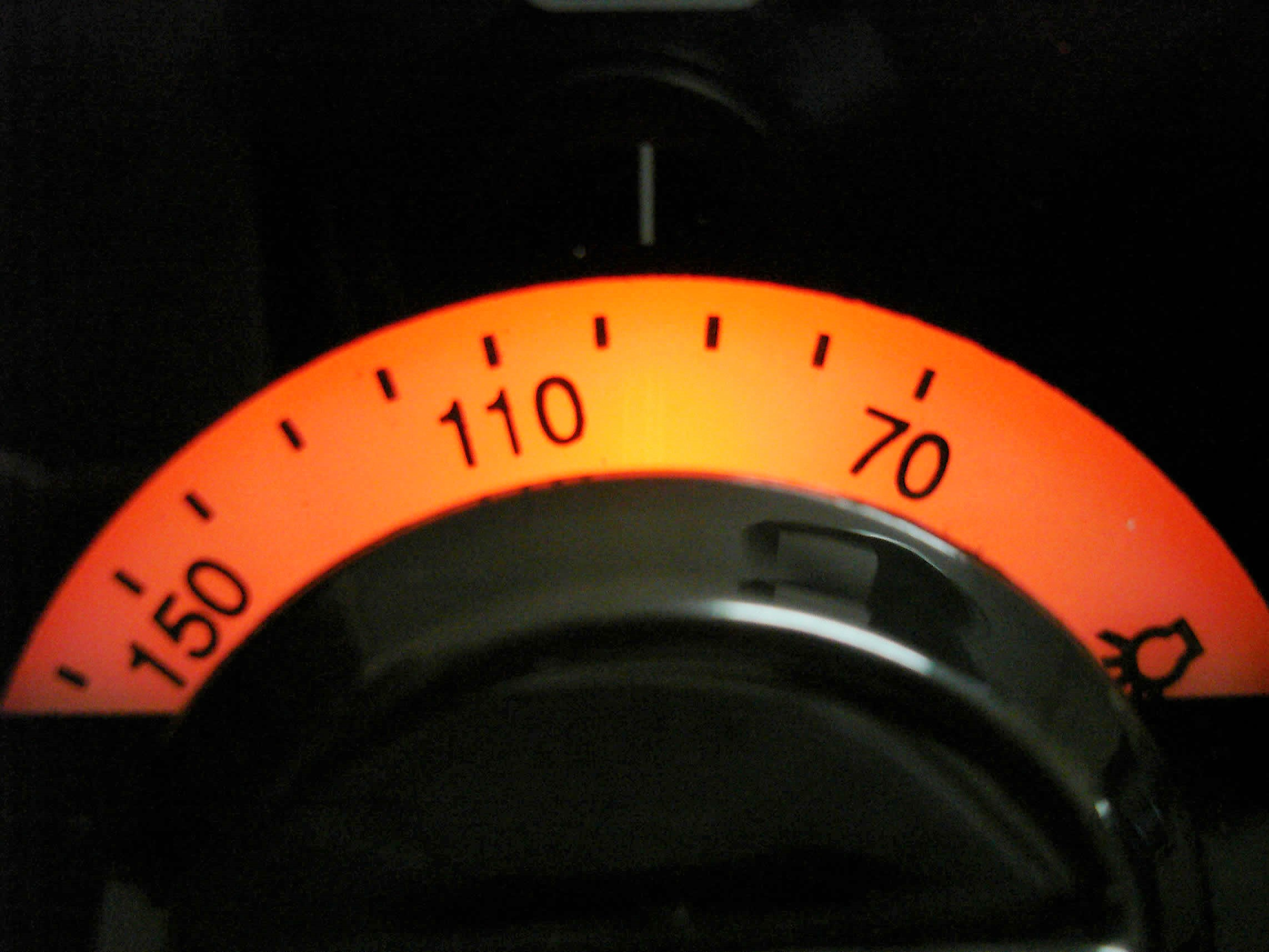
Temperaturregler eines Haushaltsbackofens – Niedrigtemperaturgaren erfolgt bei einer Ofentemperatur von etwa 80 °C

Das Niedrigtemperaturgaren oder die Niedrigtemperaturmethode ist eine Art, Fleisch im Backofen o. ä. zu garen. Die Ofentemperatur liegt dabei bei etwa 80 °C, die Kerntemperatur des Fleisches erreicht etwa 55–70 °C. Die Niedrigtemperaturmethode tritt an die Stelle des Bratens, vermeidet aber weitgehend die Austrocknung und mögliches Zähwerden – das Fleisch bleibt saftig und rosa. Die Garzeit ist wesentlich länger als bei höheren Temperaturen, es bedarf aber keiner Aufsicht und sie kann ohne qualitative Einbußen deutlich verlängert werden.
Da die Temperatur nicht für Bräunungsreaktionen wie die Maillard-Reaktion und das Karamellisieren ausreicht, wird die Niedrigtemperaturmethode meist mit einem Anbraten des Fleisches verbunden, bei dem sich gewünschte Röststoffe bilden.
Geeignet ist die Niedrigtemperaturmethode sowohl für empfindliche Fleischsorten wie Filet oder Roastbeef, die üblicherweise kurz gebraten werden, als auch für bindegewebsreiche Stücke wie Kalbshaxe, die meist geschmort werden, ebenso für Geflügel und Fisch.

## Hintergrund
Beim Garen von Fleisch sind zwei Reaktionen entscheidend: Ab 50 °C beginnen die enthaltenen Proteine zu denaturieren und eine verstärkte Zerlegung von Proteinen (insbesondere des Faserproteins Collagen) durch im Gargut enthaltene Enzyme. Ab 50 °C in Kombination mit längeren Garzeiträumen verwandelt sich das Collagen des festen Bindegewebes in Gelatine, wodurch (gerade bindegewebsreiches) Fleisch mürbe wird. Mit steigender Temperatur wird zunehmend vorher gebundenes Wasser frei, was das Fleisch austrocknet und härter macht.
Beim üblichen Braten mit Ofentemperaturen von 150 °C und höher entsteht ein starkes Temperaturgefälle von außen nach innen. Hat der Kern des Fleischstücks die ideale Temperatur erreicht, wird sie weiter außen bereits überschritten, was an zunehmender Graufärbung zu erkennen ist, die die vollständige Gerinnung der Proteine anzeigt. Damit einher geht ein von innen nach außen ansteigender Flüssigkeitsverlust. Nach der traditionellen Methode optimal gebraten ist ein Stück Fleisch, wenn je nach Art und Größe die beste Kombination aus Temperatur und Garzeit eingehalten, also die gewünschte Kerntemperatur bei möglichst kurzer und geringer Überhitzung der anderen Bereiche erreicht wird.
Bei der Niedrigtemperaturmethode wird dieses Temperaturgefälle weitestgehend vermieden, weshalb die Größe des Garguts und die genaue Garzeit eine wesentlich geringere Rolle spielen. Die erwünschte Kerntemperatur wird wesentlich weniger überschritten, und die Flüssigkeit bleibt weitgehend im Gewebe gebunden. In der bei der Niedrigtemperaturmethode notwendigen, langen Garzeit kann das Bindegewebe vollständig zu Gelatine abgebaut werden.
Das Bundeszentrum für Ernährung der Bundesanstalt für Landwirtschaft und Ernährung empfiehlt bei Fleisch, Fisch, Eierspeisen, Rohmilch und tiefgekühlten Beeren aus hygienischen Gründen eine zweiminütige Kerntemperatur von 72 °C. Das Bundesamt für Verbraucherschutz und Lebensmittelsicherheit empfiehlt für gegarte Lebensmittel das Erreichen einer Kerntemperatur von 70 °C (ohne Zeitangabe). Laut Bayerischem Staatsministerium für Umwelt und Verbraucherschutz benötigt Fleisch zum Garen eine Kerntemperatur von mindestens 70 °C, die über einen Zeitraum von 10 Minuten gehalten werden soll. Das Fleisch verfärbt sich dabei von rot hin zu grau bzw. braun. Allerdings kann auch eine Bräunung, beispielsweise durch Kontakt mit Sauerstoff oder langsames Auftauen zu einer Braunfärbung im Inneren von Fleisch führen, weshalb die Kerntemperatur mit einem Bratenthermometer bestimmt werden soll.

## Verfahren

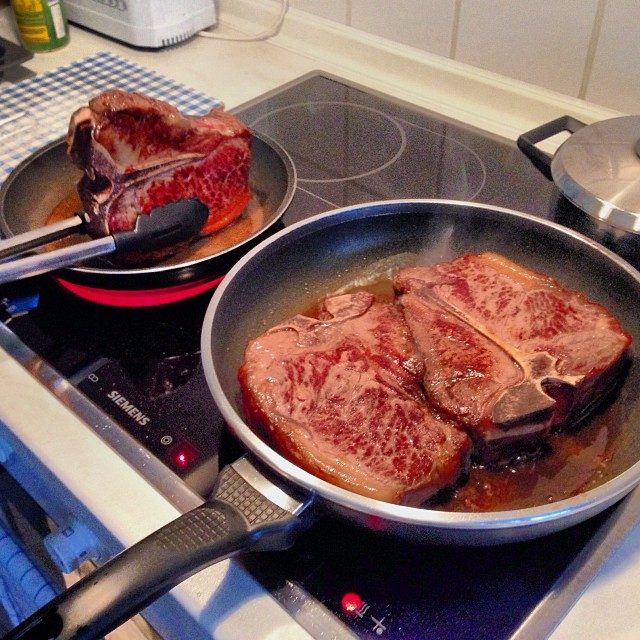
Scharfes Anbraten von T-Bone-Steaks vor dem Niedrigtemperaturgaren im Backofen

Damit sich aromatische Röststoffe bilden, wird das Fleisch zunächst kurz von allen Seiten goldbraun angebraten und sofort vom Feuer genommen. Anschließend wird es gewürzt und bei 60–80 °C im Backofen gegart. Das Gargut kann dabei offen im Garraum liegen oder auch abgedeckt werden, um den Flüssigkeitsverlust an der Oberfläche zu minimieren. Die Reihenfolge kann auch umgekehrt werden – dann wird das im Ofen gegarte Fleisch erst vor dem Servieren angebraten.
Die Garzeit hängt stark von der Beschaffenheit und Größe des Fleischstücks ab. Als grobe Orientierung kann man für einige Fleischsorten etwa folgende Zeiten angeben: Filet ist nach etwa einer Stunde rosa und gar, Rinderbraten wie Tafelspitz nach fünf bis sechs, Gänsebraten nach acht bis neun Stunden. Die Garzeiten können dabei auch deutlich verlängert werden. Je näher die Ofentemperatur dabei an der gewünschten Kerntemperatur des Garguts liegt, umso unproblematischer ist eine Verlängerung der Garzeit. Es gibt Köche, die für Stücke aus der Schulter oder der Hüfte Zeiten von 14 bis 60 Stunden bei 60 °C anwenden.
Das sogenannte Ruhen nach dem Garen entfällt bei der Niedrigtemperaturmethode.
Da anders als beim herkömmlichen Braten oder Schmoren kaum Flüssigkeit austritt und auch nicht hinzugegeben wird, muss die Sauce – von der Verwendung des Bratensatzes vom Anbraten abgesehen – aus anderen Zutaten hergestellt werden.

## Geschichte
Benjamin Thompson, Graf Rumford, entdeckte gemeinsam mit seinen Küchengehilfinnen, dass eine Hammelschulter, welche über Nacht in einem erloschenen Trockenkasten für Kartoffeln liegen blieb, einen perfekten Gargrad erreicht hatte. Die Technik wurde in den 1960er Jahren in Frankreich erneut erfunden, jedoch zuerst hauptsächlich in der industriellen Herstellung von Lebensmitteln eingesetzt. Unter anderem führten der Chemiker Bruno Goussault und der Koch George Pralus (letzterer vom Restaurant Troisgros) das Verfahren in die Spitzengastronomie ein. Eine Erweiterung der Methode ist das als Vakuumgaren bezeichnete Niedrigtemperaturgaren im Vakuumbeutel.